# Elizabeth Beisel
Elizabeth Lyon Beisel (* 18. August 1992 in Saunderstown) ist eine US-amerikanische Rücken- und Lagenschwimmerin.

## Leben
Elizabeth Beisel lebt in North Kingstown, startet für den Bluefish Swim Club und wird von Chuck Batchelor trainiert. Ihre ersten Einsätze für das Nationalteam der USA schwamm sie 2006 im Rahmen der Pan-Pazifik-Meisterschaften in Victoria. Über 200 m Rücken wurde sie Fünfte. Bei der Weltmeisterschaft ein Jahr später in Melbourne schied sie im Halbfinale über dieselbe Strecke aus. Bei den US-Trials 2008 zur Qualifikation für die Olympischen Sommerspiele 2008 wurde Beisel Sechste über 100 m Rücken, Zweite hinter Margaret Hoelzer über 200 m Rücken und Zweite hinter Katie Hoff über 400 m Lagen. Bei den Spielen in Peking erreichte sie bei ihren beiden Start die Finals. Über 200 m Rücken wurde sie Fünfte des Finales, über 400 m Lagen verpasste sie eine Medaille als Viertplatzierte. In Shanghai gewann sie am Schlusstag der Weltmeisterschaften 2011 den Titel über die 400 m Lagen.